# Моуриньо, Сантьяго
А́льваро Сантья́го Моури́ньо Гонса́лес (исп. Álvaro Santiago Mouriño González; род. 13 февраля 2002, Монтевидео[…]) — уругвайский футболист, защитник клуба «Алавес».

## Клубная карьера
Моуриньо — воспитанник столичного клуба «Насьональ». В начале 2022 года Сантьяго подписал контракт со столичным «Расингом». 22 мая в матче против «Прогресо» он дебютировал в уругвайской Сегунде. По итогам сезона Моуриньо помог команде выйти в элиту. 4 февраля 2023 года в матче против «Бостон Ривер» он дебютировал в уругвайской Примере.